# شمشیرزن ۲
شمشیرزن ۲ (به انگلیسی: Swordsman II) همچنین به عنوان "افسانه شمشیر" نیز شناخته می‌شود، یک فیلم ووشیا هنگ کنگی با بازی جت لی که در سال ۱۹۹۲ اکران شد، فیلمنامه از رمان جین یونگ " اقتباس شده‌است. این فیلم دومین بخش سه‌گانه بود. قسمت اول در سال ۱۹۹۰ منتشر شد و قسمت سوم در سال ۱۹۹۳ و بازیگران فیلم در هر قسمت متفاوت هستند.

## بازیگران
- جت لی
- بریجیت لین
- رزاموند کوآن